# Corey Brewer
Corey Wayne Brewer (født 5. marts 1986 i Portland, Tennessee, USA) er en amerikansk basketballspiller for NBA-klubben Oklahoma City Thunder. Han kom ind i ligaen i 2007.